# Aetobatus
Aetobatus, rod riba hrskavičnjača, jedina u porodici Aetobatidae dio je reda Myliobatiformes.
Na popisu je 5 vrsta raširenih po svim oceanima. Ove vrste nekada su bile uključivane u porodicu Myliobatidae.

## Vrste
1. Aetobatus flagellum (Bloch & Schneider, 1801)
2. Aetobatus laticeps Gill, 1865
3. Aetobatus narinari (Euphrasen, 1790)
4. Aetobatus narutobiei White, Furumitsu & Yamaguchi, 2013
5. Aetobatus ocellatus (Kuhl, 1823)